# Arte olmeca
A arte olmeca caracteriza-se por uma grande mestria na escultura e cinzelagem, a qual não foi excedida por nenhuma outra civilização pré-colombiana.  Esta mestria é visível tanto na arte colossal como na arte miniatural.
Os artistas olmecas produziam a sua arte em argila, pedra (sobretudo basalto, andesito, jade e obsidiana) e madeira e ainda na forma de pinturas rupestres. A criação artística desta civilização obriga à distinção entre a arte monumental ou colossal e a arte menor ou arte mobiliária.
A cultura olmeca, que existiu entre 1200 e 500 a.C., foi a primeira das grandes civilizações mesoamericanas, e entre estas a primeira a desenvolver um sistema de escrita e um calendário. Mas foi sem qualquer dúvida a sua arte excepcional, tanto pela sua riqueza iconográfica como pelas suas qualidades técnicas, que tornou-se uma referência e uma herança para todas as culturas mesoamericanas posteriores. Deste modo a escrita maia vai apropriar-se do primeiro sistema glífico elaborado pelos artistas olmecas. Os toltecas, zapotecas, astecas e todas as outras civilizações da Mesoamérica acabarão também elas por usar a cultura olmeca como referência em muitos outros domínios, sejam eles artísticos, técnicos, religiosos ou intelectuais.

## Historiografia

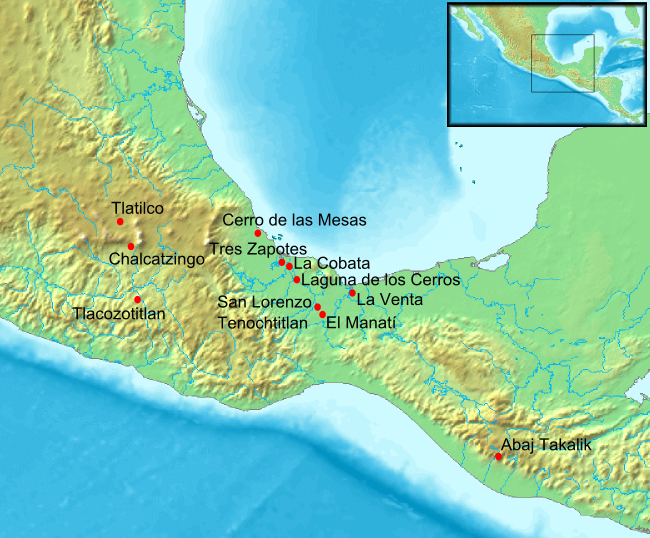
Mapa mostrando alguns sítios olmecas.

A arte olmeca permaneceu desconhecida até 1862, ano da descoberta fortuita da primeira cabeça colossal em Hueyapan (Veracruz) efetuada por José María Melgar y Serrano. Será necessário esperar até 1925 para que sejam descobertos outros megálitos olmecas. Os especialistas Frans Blom, arqueólogo, e Oliver La Farge, etnógrafo, exploram a costa do golfo do México e o sudeste do México. As suas primeiras descobertas de obras olmecas são incorretamente confundidas com obras maias. O arqueólogo Hermann Beyer, nos anos trinta, dá o nome "olmeca" a esta nova civilização. A cultura e arte olmecas são então definidas e o termo é oficializado em 1942 pelos olmecólogos para designar a civilização-mãe da Mesoamérica, cujos centros mais importantes conhecidos são La Venta, San lorenzo Tenochtitlán, Laguna de los Cerros, Tres Zapotes e Cerro de las Mesas, nos atuais estados mexicanos de Tabasco e Veracruz, e ainda Tlacozotitlan e Abaj Takalik situados em Guerrero e na Guatemala, respetivamente. Em seguida, Alfonso Caso e Miguel Covarrubias, definem os traços culturais da Mesoamérica e o arqueólogo estadunidense Matthew Stirling coloca em evidência os sítios chave da costa do golfo que serão objeto de escavações que revelam importantes descobertas artísticas olmecas.

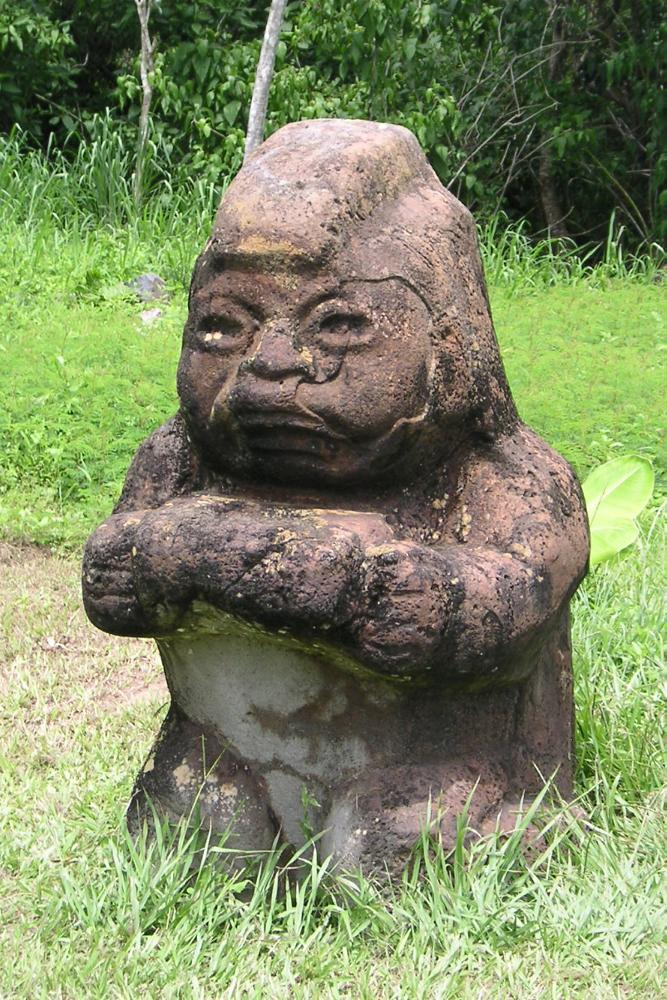
« La Abuelita » (« avózinha ») conhecida como Monumento 5 de La Venta.

A fim de compreender bem a emergência da arte olmeca, é preciso especificar que esta civilização está na origem de um estilo artístico e de uma iconografia que integra-se na cronologia abaixo entre 1200 e 500 a.C., no período pré-clássico (ou Época I segundo a cronologia mais recente de Christian Duverger estabelecida em 1999).
As primeiras escavações arqueológicas em sítios olmecas revelaram práticas rituais em ossos humanos. Foram constatadas mutilações dentárias e deformações cranianas. Estas práticas, ainda que chocantes nos tempos de hoje, tinham um grande simbolismo e podem ser observadas em certas esculturas, sobretudo em jade, representaçõea artísticas dos seus usos e costumes. No que toca à escrita e apesar das controvérsias que tal tema levanta entre os especialistas, pode afirmar-se atualmente, após a descoberta do bloco de Cascajal, que existia um sistema de escrita entre os olmecas desde 1200 a.C.. O bloco de Cascajal revela toda a sua importância, tratando-se do mais antiga escrita descoberta na América. A aparição de uma escrita olmeca (ideogramas e pictogramas) evoca consequentemente uma linguagem mais do que uma simples ornamentação.Trata-se certamente duma "linguagem de sinais" relevada sobretudo do domínio religioso e do campo sociopolítico. A ideia de uma escrita baseada apenas na forma dos ideogramas deverá portanto ser excluída.
A arte olmeca é portadora de todos esses sinais que podem ser encontrados em primeiro lugar nos objetos em terracota e mais tarde em outros suportes, tais como a pedra. De acordo com a escola francesa promovida por Christine Niederberger e retomada nomeadamente por Caterina Magni, a cultura olmeca é um conjunto multiétnico e plurilinguístico, concretamente, a sua presença é atestada em níveis de ocupação antigos na costa do golfo do México, no vale do México e ao longo da costa pacífica dos estados de Guerrero, Oaxaca e Chiapas, mas sobretudo para além das fronteiras mexicanas, até ao sul da Costa Rica. Outros especialistas, como Michael D. Coe e Gareth Lowe, ligam os olmecas às famílias linguísticas maia e mixe-zoque respetivamente; Gareth Lowe faz referência à língua popoluca, do grupo macromaia mixe-zoque, falada pelos habitantes da costa do golfo.

## Arquitetura, materiais e técnicas

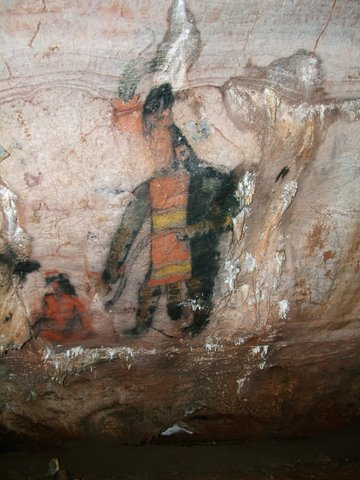
Pintura nº 1, Juxtlahuaca.

A arquitetura olmeca é monumental e integra o ambiente. A pirâmide é uma alusão à montanha. Pela sua dimensão imponente e pela sua altura, ela representa a construção principal do centro cerimonial e tornar-se-á uma constante arquitetónica na Mesoamérica. Ainda assim, a arquitetura dos maiores sítios olmecas, como La Venta ou San Lorenzo, considerados como exemplos do urbanismo mais bem conseguido do pré-clássico, manifesta-se através de construções em terra batida. Ao planeamento rigoroso e à arquitetura grandiosa, caracterizada pela pirâmide cónica de La Venta (com 30 metros de altura), pelo sítio de San Lorenzo e ao campo de jogo de bola, associam-se uma arte monumental e a presença de uma sistema de drenagem imponente. Tais características vão prefigurar os sítios mesoamericanos tardios.
Os artistas olmecas distinguem-se também pelos seus trabalhos em argila, pedra e madeira. Por outro lado, a descoberta de pinturas rupestres como as de Juxtlahuaca, mostram a heterogeneidade das suas produções. Uma abordagem esquemática da criação artística leva à distinção entre a arte monumental e a arte menor:
- A arte menor olmeca engloba todos os objetos ditos de pequenas dimensões, feitos em pedra, terracota, em volume, em alto ou baixo-relevo, incisos ou excisos. Esta arte menor inclui as figuras, os machados votivos, as máscaras, os recipientes, os colares de contas e os pendentes.
- A arte monumental olmeca designa as obras de grande dimensão. Inclui-se nesta categoria a escultura de vulto, em alto e baixo-relevo, eventualmente gravada ou pintada. As cabeças colossais, as estátuas, os altares, as estelas, lajes, petroglifos e mosaicos são representações maiores da arte olmeca. Os olmecas não conheciam a metalurgia e as suas ferramentas eram de pedra, ainda que os especialistas[3] sejam cépticos quanto ao uso de ferramentas de pedra para esculpir basalto. Um investigador[4] pensa que os artefactos minerais ferrosos, descobertos em grande quantidade em vários sítios olmecas, assemelham-se a pequenos martelos enquanto um outro investigador[5] descreve o funcionamento destes artefactos e como seriam utilizados no trabalhar da pedra.

## As figuras olmecas
Iconograficamente, a figura humana constitui o tema principal da arte olmeca. Se algumas cenas da arte olmeca refletem manifestamente o "pensamento mítico", outras descrevem sem ambiguidade ritos e algumas remetem simultaneamente para o mito e rito, ou colocam-se na charneira do domínio mitológico e o campo cerimonial. Podemos definir três grandes categorias, caracterizadas por uma expressão figurativa ou codificada:
- as representações de natureza mítica, que na maioria das vezes não são mais que uma sequência de uma narrativa mitológica mais vasta, podendo ser qualificadas como mitográficas.
- as representações de natureza ritual, que tratam de transcrever de modo fragmentário a realidade de um rito cerimonial.
- a arte "sócio-histórica", que pode utilizar elementos do mito para simbolizar ou legitimar um poder ou uma posição social.

A iconografia olmeca é extremamente rica, à vista dos detalhes abundantes que aparecem em numerosas esculturas. Os especialistas analisam cada parte duma obra a fim de compreenderem o seu sentido geral. Apercebemo-nos, considerando a multitude de peças arqueológicas até hoje encontradas, que a figura humana é o tema principal da arte olmeca. Beatriz de La Fuente cataloga 206 peças, 110 das quais representam personagens antropomórficos. Em terceiro lugar encontram-se as obras animalistas, enquanto as figuras híbridas ocupam o segundo lugar nesta catalogação, e entre estas predominam as do jaguar-homem.
Tal distinção não é apenas estética, antes de mais nada trata-se de compreender que esta é uma arte religiosa na qual a imagética olmeca mostra estados de graus diversos da relação entre o homem e o animal.
A arte olmeca obedece a regras precisas que permitem classificar as figuras animais segundo três características: felinas, reptilianas e felino-reptilianas. De igual modo, as figuras antropomórficas em figuras femininas, figuras masculinas (as mais raras) e as figuras assexuadas (as mais numerosas).

### A figura híbrida

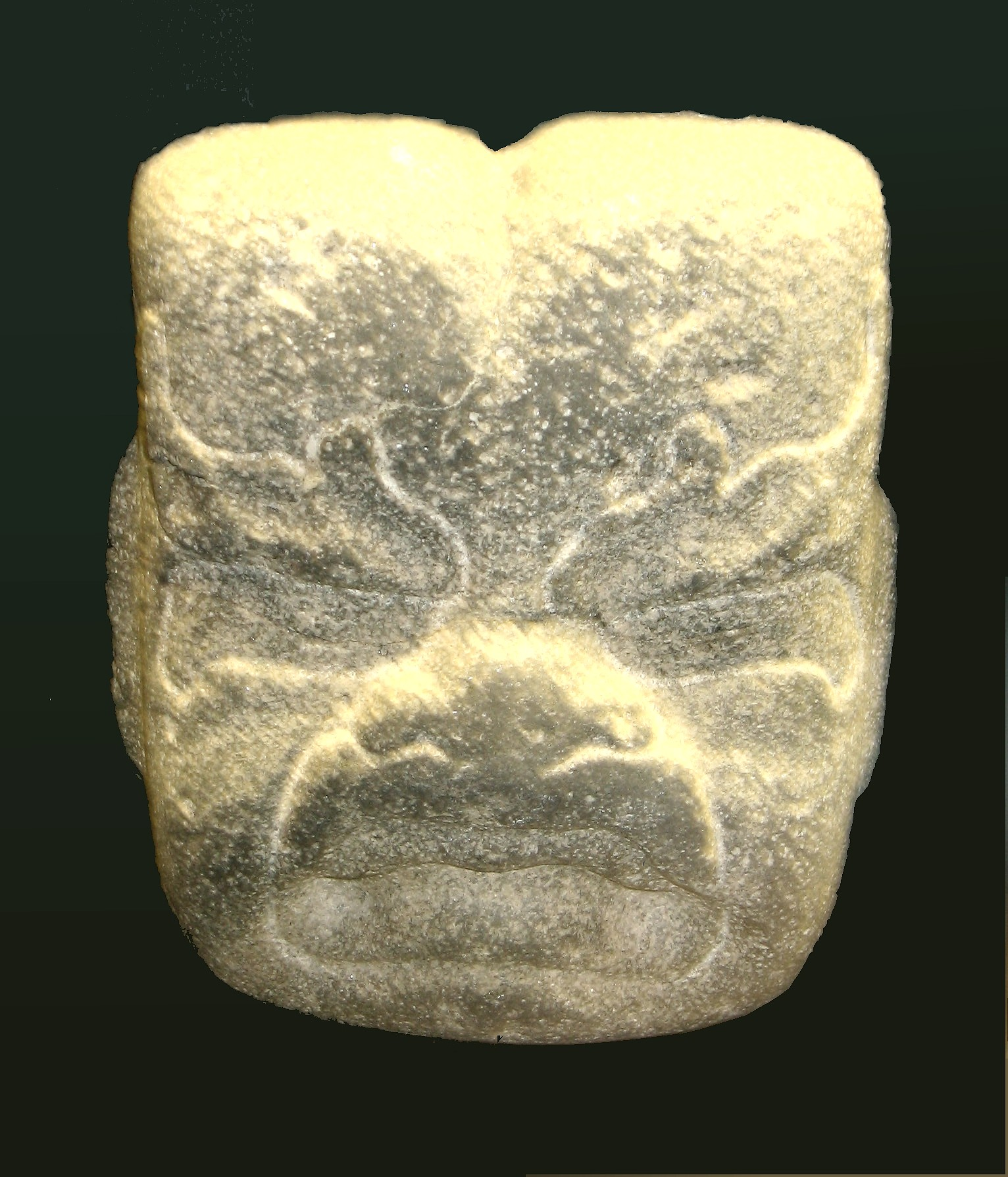
A figura híbrida: o jaguar-homem.

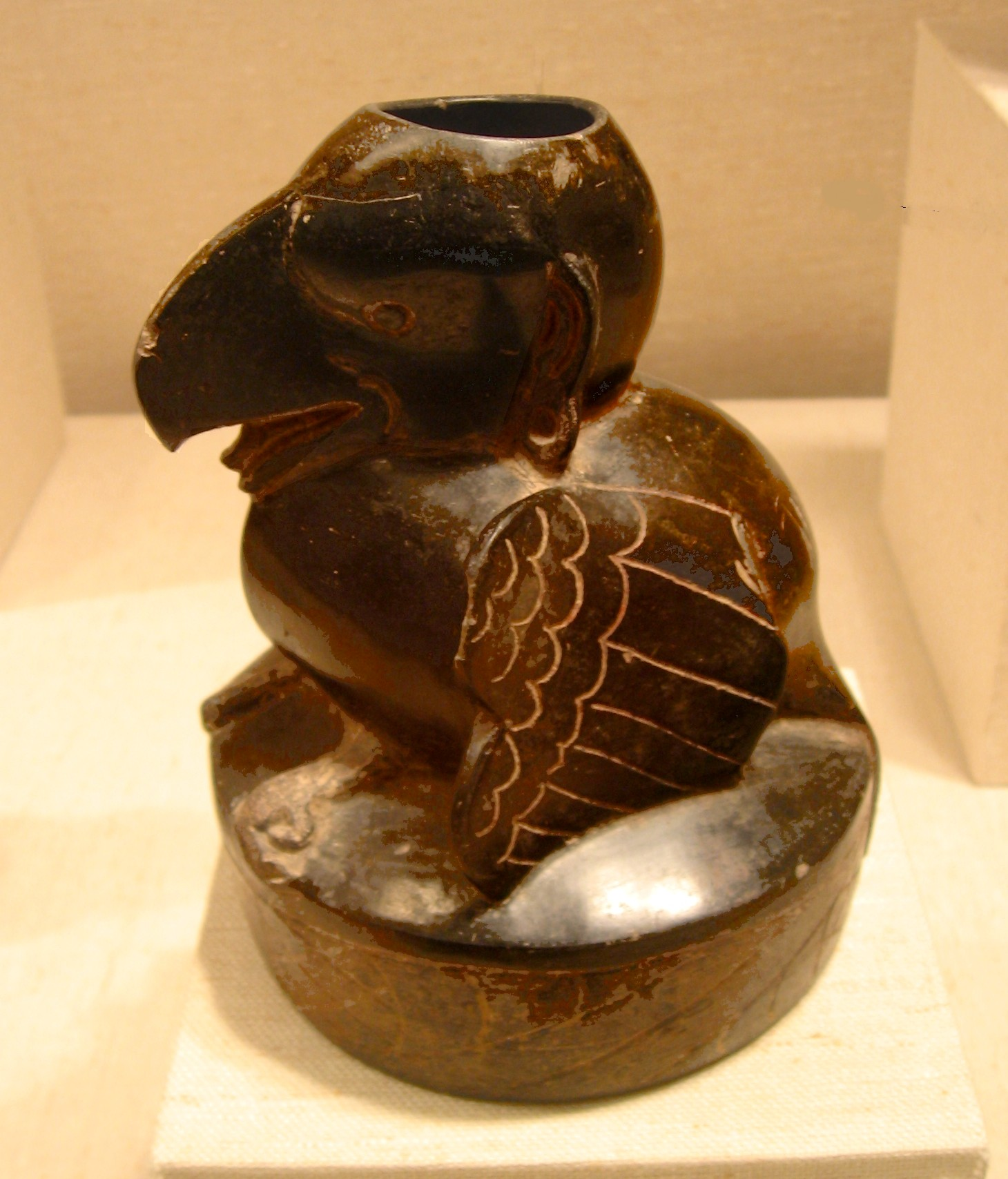
A figura zoomorfa: a águia.

A imagética olmeca pressupõe vários graus na relação homem-animal. Caterina Magni elaborou um quadro que permite compreender as diferentes situações ou evoluções do homem ao animal e do animal ao homem. Tais manifestações artísticas sugerem uma exploração sistemática da relação homem-jaguar e da sua recíproca jaguar-homem. Nesta ótica, a imagem do jaguar-homem (imagem), onde os traços antropomórficos e zoomórficos misturam-se de um modo inteligente, é o melhor exemplo de figura híbrida.

### A figura zoomórfica
Numa arte impregnada de animalidade, é surpreendente constatar a raridade das representações puramente animalistas. Também aqui o lugar de honra é ocupado por um felino. Seguem-se os outros grandes predadores como a serpente e a águia. As presas (veados, macacos e outros pequenos mamíferos) são minoritários, em comparação com os carnívoros. Além das representações zoomórficas naturalistas, observa-se a propensão para a hibridização das formas. A criatura compósita ou "fantástica" é uma imagem de síntese criada pela combinação de formas e/ou atributos chave, em número variável, emprestados a diferentes espécies animais existentes; uma agregação plástica e intelectual que esconde uma forte lógica interna regida por regras precisas.
Na arte olmeca, podemos classificar as criaturas compósitas em três categorias: os animais de carácter felino (imagem), os animais de carácter reptiliano e os animas com carácter felino-reptiliano (imagem).

### A figura antropomórfica
Nesta categoria distinguem-se as figuras femininas (imagem), as figuras masculinas (imagem) e as personagens assexuadas (imagem).
- As figuras femininas são recorrentes na época pré-clássica. Modeladas em argila, apresentam indícios do que parece ser um peito e mais raramente do sexo. Na arte lapidária tardia, menor e monumental, as figuras femininas são menos comuns. Ainda assim, a imagem da mulher continua presente, mas de forma metafórica, cristalizada na imagem da gruta e da falha tectónica[8]; as entranhas terrestres eram comparáveis ao aparelho reprodutor feminino. Além disso, a arte olmeca contém todo um corpo de obras de arte, datadas de 1000 a 800 a.C., nas quais o homem tem uma atitude maternal como por exemplo no tema da apresentação da criança, onde a figura masculina traz sobre os joelhos um bebé jaguar (imagem). É oportuno reconhecer nesta aparente lacuna, uma transferência da imagem que se opera em termos simbólicos (imagem).
- As figuras masculinas, pelos menos aquelas que são reconhecíveis de modo inequívoco, são raras.
- As figuras assexuadas, na sua maioria, parecem respeitar convenções estéticas e por vezes ideológicas. A ausência notória de seios adicionada à corpulência e traços faciais aparentemente masculinos, lembram os homens. Certas estatuetas assexuadas possuem mesmo uma barba e envergam um tapa-sexo (imagem).

## A conceção da arte

### O ato mutilatório
Os olmecas, à semelhança de outras culturas meso-americanas mais tardias, dão testemunho de uma prática de destruição e mutilação material das obras que aparenta tratar-se de um ato deliberado. Por vezes, tal prática é acompanhada do enterramento das peças: cerca de 900 a.C. deu-se o abandono de San Lorenzo, os seus monumentos foram mutilados e desfigurados, e depois enterrados ritualmente em longas filas nas plataformas. Este costume é antigo e geograficamente difuso, estendendo-se a outros sítios: La Venta, Laguna de los Cerros, El Manatí e Chalcatzingo.
Foi sobretudo a arte monumental aquela que foi objeto de destruição (estelas, altares, baixos-relevos, cabeças colossais, etc.). Os métodos utilizados são variados. Por um lado, as peças foram partidas em dois ou mais fragmentos, como é o caso de certas estelas. Outros monolitos, como os altares, sofreram danos de extensão variável. A parte danificada pode limitar-se às arestas do bloco paralelipídico ou abranger partes completas, sobretudo a face. As peças talhadas em ronde-bosse, efígies antropomórficas, zoomórficas ou híbridas, foram decapitadas. É assinalável também a destruição de certos elementos arquitetónicos, como as colunas. Por outro lado, a obliteração, na qual as peças foram destruídas por meio de perfurações mais ou menos profundas. Estas são feitas quer por martelagem das superfícies, ou por sulcos com diferentes formas. A face e as costas das cabeças colossais foram degradadas por meio de sulcos circulares, em número variável. Concentradas ou distribuídas sobre uma superfície, tais depressões afetam as obras em graus diferentes. Nichos retangulares, semelhantes a bacias, eram por vezes meticulosamente entalhados. Em algumas peças de San Lorenzo, El Manatí ou La Venta, observa-se uma série de estrias.
É essencial sublinhar a variedade de mutilações utilizadas pelos olmecas. O cuidado e exatidão de tais marcas, sugerem que elas seriam obra de mãos hábeis, provavelmente de artistas ou artesãos e que terão sido infligidas utilizando ferramentas de pedra, sem recorrer às técnicas de destruição pelo fogo.
Uma tão grande variedade de práticas pressupõe uma diferenciação semântica. Com efeito, cada tipo de destruição reveste-se provavelmente de uma significação particular. David Grove propõe três hipóteses interpretativas:
- O ato de mutilação é um ato ritual ligado ao calendário, como o será muito mais tarde a Festa do Fogo Novo no México Central.
- O ato de mutilação ocorre num momento de mudança de governo dinástico.
- O ato de mutilação produz-se no momento da morte de um chefe. Os monumentos que representam ou que se associam simbolicamente ao dignitário são destruídos e depois enterrados.

### O ato da reciclagem
Existe uma ligação estreita entre a prática de destruição e aquela da reciclagem de monumentos em pedra. Segundo os arqueólogos, esses dois domínios são por vezes objeto de uma amálgama. A prática da reciclagem é também um ato deliberado que implica obrigatoriamente a destruição da obra. Mas, tal modificação não constitui um fim em si mesma. Trata-se antes de uma etapa intermédia num longo processo de trabalho que visa preparar a peça para a sua reutilização. A prática da reciclagem das obras, menores e monumentais, está bem demonstrada. Inclui por vezes modificações, mais ou menos importantes.
Podemos distinguir três casos:

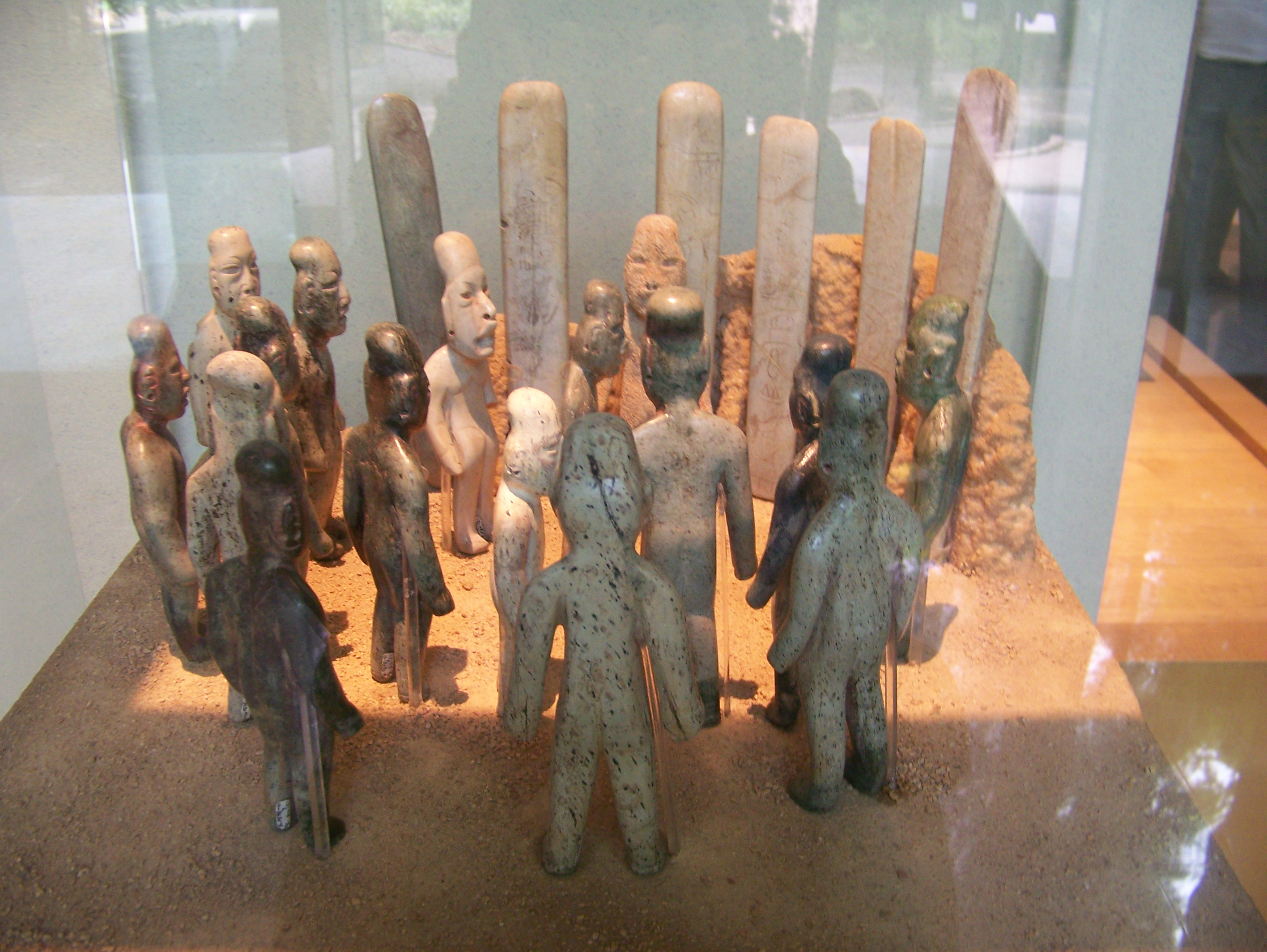
Oferenda 4 de La Venta

- Em primeiro lugar, o caso das obras de arte modificadas pelos olmecas. Entre a arte mobiliária, um exemplo conhecido é o da oferenda 4 de La Venta. Trata-se de uma cena ritual composta por seis machados enterrados no solo como se fossem estelas em miniatura (quatro de entre elas apresentam desenhos incisos) e por dezasseis estatuetas dispostas em semicírculo. Entre as seis "estelas", duas formam um só objeto: um machado petaloide gravado, cujas perfurações indicam que deve ser considerada segundo o sentido do seu comprimento e que na verdade constitui um pendente ou peitoral. Tal prática é recorrente na arte monumental. É esse o caso, por exemplo, de antigos altares-tronos reesculpidos em forma de cabeças colossais[10]. O processo inverso, visando a transformação de uma cabeça colossal em altar[11], foi notado no sítio de Abaj Takalik na Guatemala. Tal uso foi também demonstrado pelos resultados das escavações de San Lorenzo, dirigidas por Ann Cyphers. Foram descobertas oficinas de reciclagem de monumentos em pedra; parece que a sua atividade era controlada, social e fisicamente, pela elite, como sugerido pela localização de uma oficina em San Lorenzo, próxima do Palacio Rojo, residência dos governantes. Ann Cyphers[12] explica esta prática através de uma preocupação de parcimónia e uma vontade de não desperdiçar um material considerado exótico. O basalto, proveniente do maciço montanhoso de Los Tuxtlas em Veracruz, pressupõe um transporte de longa distância e por consequência, um significativo dispêndio de energia (imagem). Podemos aqui recuperar componentes simbólicos, que têm um papel preponderante no pensamento mesoamericano. Segundo uma perceção cíclica do tempo, o ato de reciclar pode ser considerado sob a ótica dos ritos de regeneração regidos pelo princípio morte-renascimento. A inumação de obras de arte, tal como a sua mutilação, inserem-se nessa mesma ótica. Desse modo, as ligações semânticas entre o ato de reciclagem por um lado, e práticas de destruição-inumação por outro, são reforçadas.
- Em segundo lugar, existem casos de obras de arte modificadas por outras culturas. Trata-se de modificações igualmente atribuíveis às culturas mesoamericanas tardias. Por exemplo, os objetos olmecas reutilizados pelos maias.
- Por fim, em terceiro lugar, temos os casos de reciclagem de obras sem modificação. A reintrodução dos materiais no circuito verificou-se até ao final do período pós-clássico. Assim, peças olmecas são encontradas em sítios de culturas tardias. Na origem desta prática, para além da atração pelas antiguidades, é necessário sublinhar a preocupação constante dos astecas em estabelecer uma filiação com as culturas que os precederam.

### O ato do sepultamento
A elaboração de artefactos olmecas pode ser acompanhada por um ato de enterramento. Estão descritos dois processos. No primeiro deles, as obras de arte são enterradas intactas, no segundo as peças são destruídas antes de serem sepultadas. Nos dois casos, os argumentos racionais não são suficientes para explicar tal comportamento marcado pela sacralidade. O caso mais espetacular é o das ofertas maciças de La Venta, dentre as quais os mosaicos são os melhores testemunhos. A prática do sepultamento demonstra a vontade de afastar da arte qualquer aspeto humano. Os materiais constitutivos não se encontram em La Venta (argila, basalto) e tão pouco na Costa do Golfo (jade, nefrite, serpentina...). É portanto extraordinário que se tenha consagrado tão grande esforço a procurar, transportar e talhar uma quantidade tão importante de materiais, incluindo pedras preciosas, para finalmente enterrá-los. Este ato deliberado responde a preocupações religiosas profundas. Pode ser interpretado como uma oferenda dirigida à Mãe Terra nutridora, uma troca entre o homem e os seus progenitores. A prática do enterramento não se limita às oferendas maciças. Ela inclui, como o testemunham os esconderijos, a arte mobiliária. Este facto é particularmente evidente em La Venta, onde é assinalável a importância de uma linha central caraterizada por uma grande concentração de oferendas de monumentos e de sepulturas.
Os olmecas foram assim os iniciadores duma prática encontrada mais tarde na Mesoamérica, notavelmente entre os maias: aquela de enterrar objecos preciosos próximo de monumentos, ao pé de muros, debaixo de escadarias, etc.

## Escrita e arte

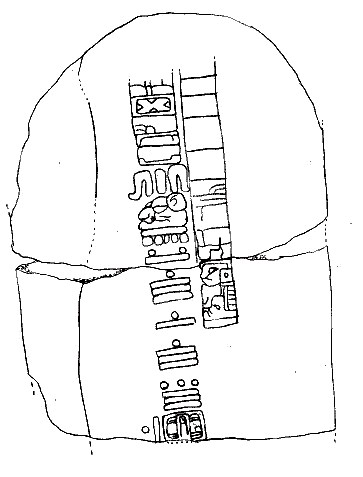
Estela C de Tres Zapotes

A escrita olmeca não é uma arte no sentido próprio do termo, mas torna-se necessário desenvolver este assunto para compreender a linguagem dos sinais que é uma forma de escrita artística que esconde um pensamento derivado sobretudo do domínio religioso e do campo sociopolítico. Têm existido bastantes especulações sobre o facto de os olmecas terem sido a primeira cultura do continente americano a criar o algarismo zero. O calendário de contagem longa utilizado pelos maias é um sistema de numeração escrita de base vinte utilizado para anotar as datas contabilizadas em tun (ano de 360 dias). Este sistema de numeração característico apresenta-se sob a forma de dois tipos de glifos: o ponto-barra e o cefalomórfico. Cada um deles inclui um algarismo chamado zero de posição. Mas o calendário de contagem longa apareceu bem antes da civilização maia. Segundo Richard Diehl, supõe-se que a utilização do zero tenha sido uma invenção olmeca. Com efeito, várias datas em contagem longa foram encontradas em sítios olmecas. No entanto, e ainda que a civilização olmeca tenha desaparecido cerca de 500 a.C., vários séculos antes do surgimento do calendário de contagem longa maia, alguns especialistas pensam que o zero não é uma invenção olmeca.
Em 1939, o arqueólogo Matthew Stirling descobriu em Tres Zapotes a parte inferior de uma estela designada estela C, feita em basalto. Uma das faces mostra um jaguar-homem e a outra o mais antigo exemplar do calendário de contagem longa maia. A data traduzida a partir da estela corresponde aos números 7.16.6.16.18. No nosso calendário atual tais números correspondem aproximadamente ao dia 3 de Setembro de 32 a.C. Existiu uma certa polémica acerca desta data, pois faltava-lhe um baktun (período de 20 baktunob) que Stirling havia interpretado como sendo o número 7. A polémica chegou ao fim em 1969, ano em que foi encontrada a parte superior da estela C. Matthew Stirling tinha razão ao propor que o número em falta era o 7. Porém, uma outra estela encontrada em Chiapa de Corzo, com a data 7.16.3.2.13, é mais antiga que a estela C, e foi datada de 36 a.C. A importância destas estelas gravadas pós-olmecas demonstra a sobrevivência de uma cultura e de uma arte em benefício de outras civilizações.

## Análise das obras

### As figuras

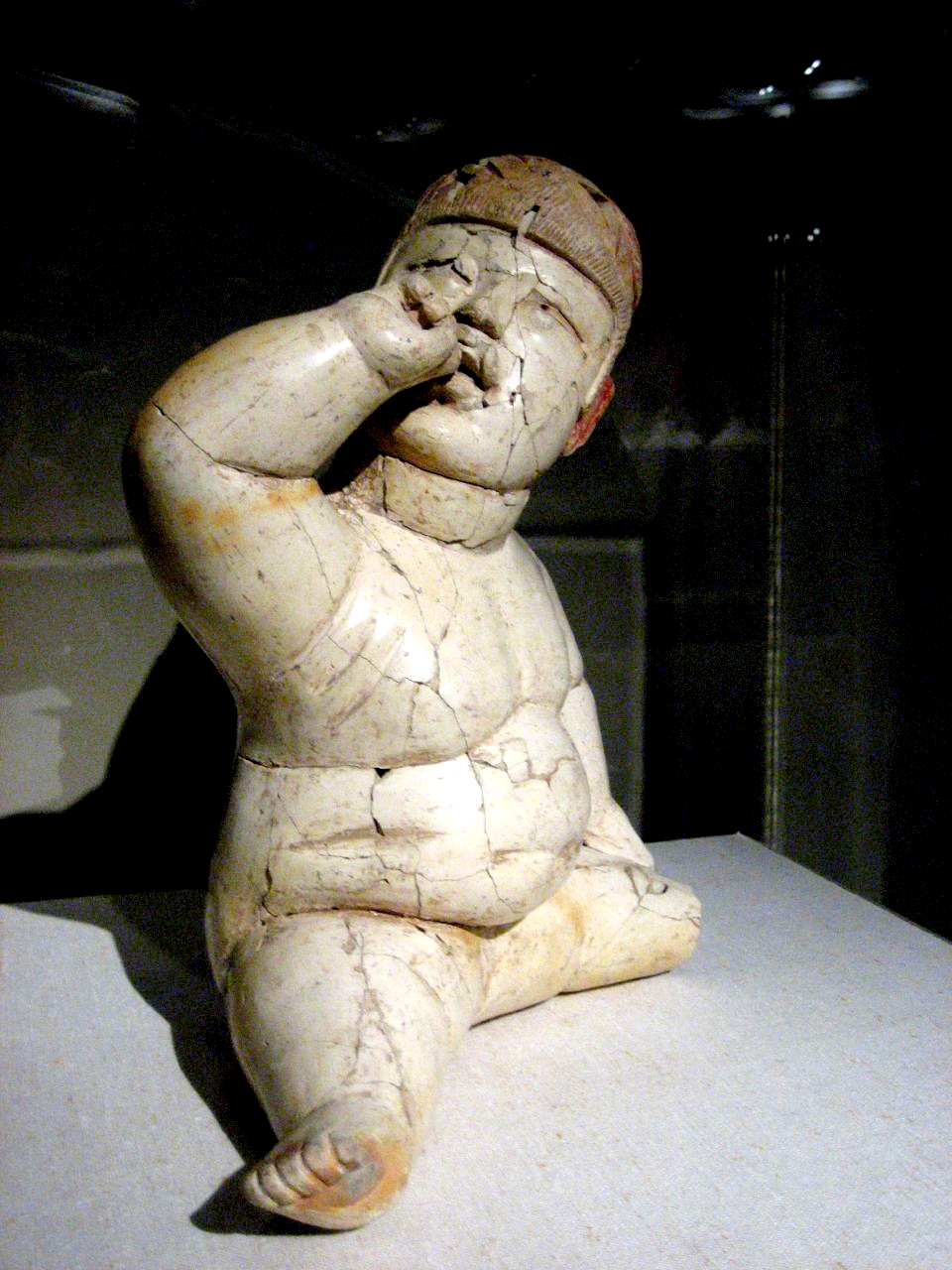
Escultura "cara-de-bebé" terracota.© Aimee W.

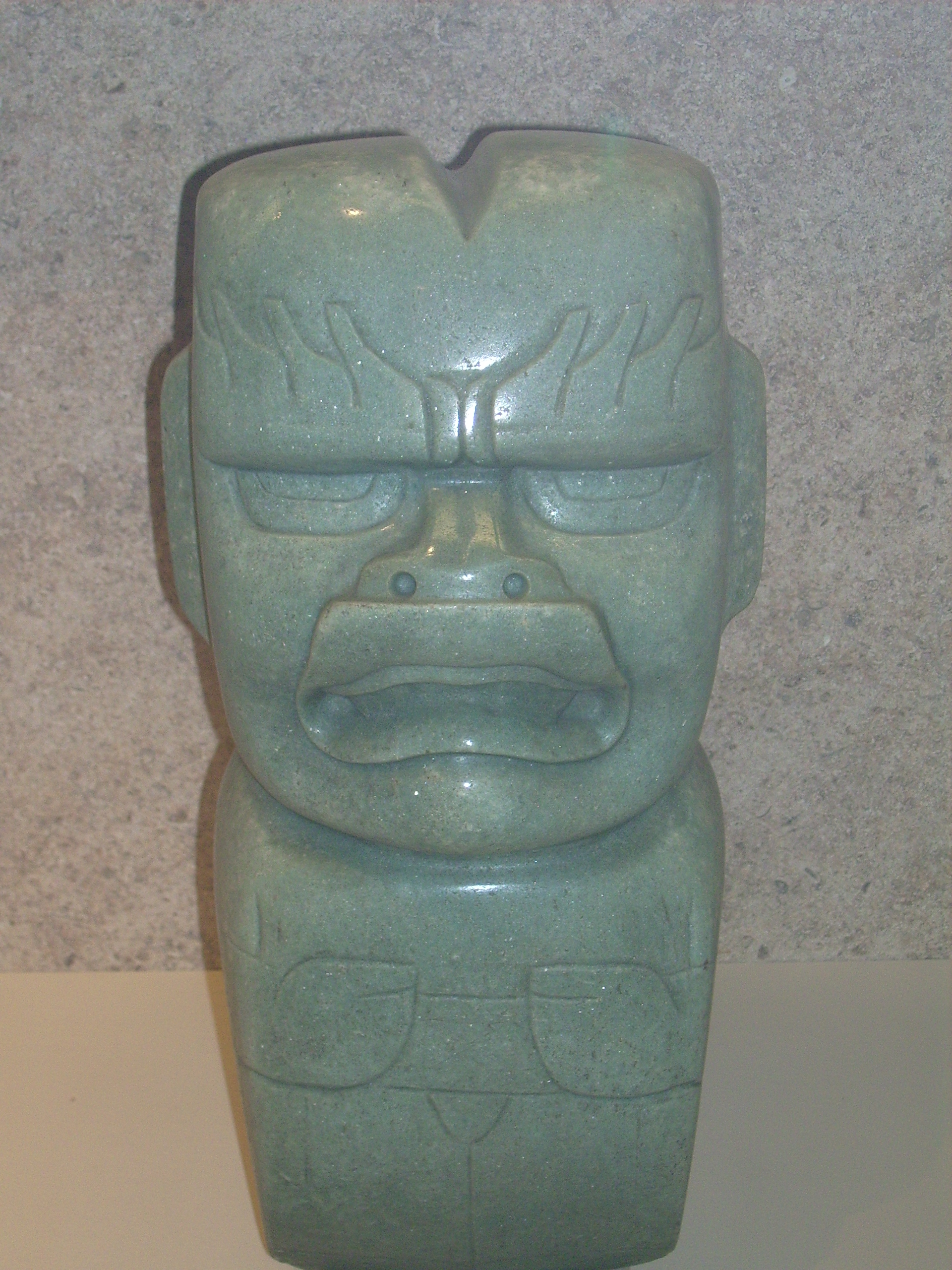
“ Jaguar-homem ”, machado olmeca em jade

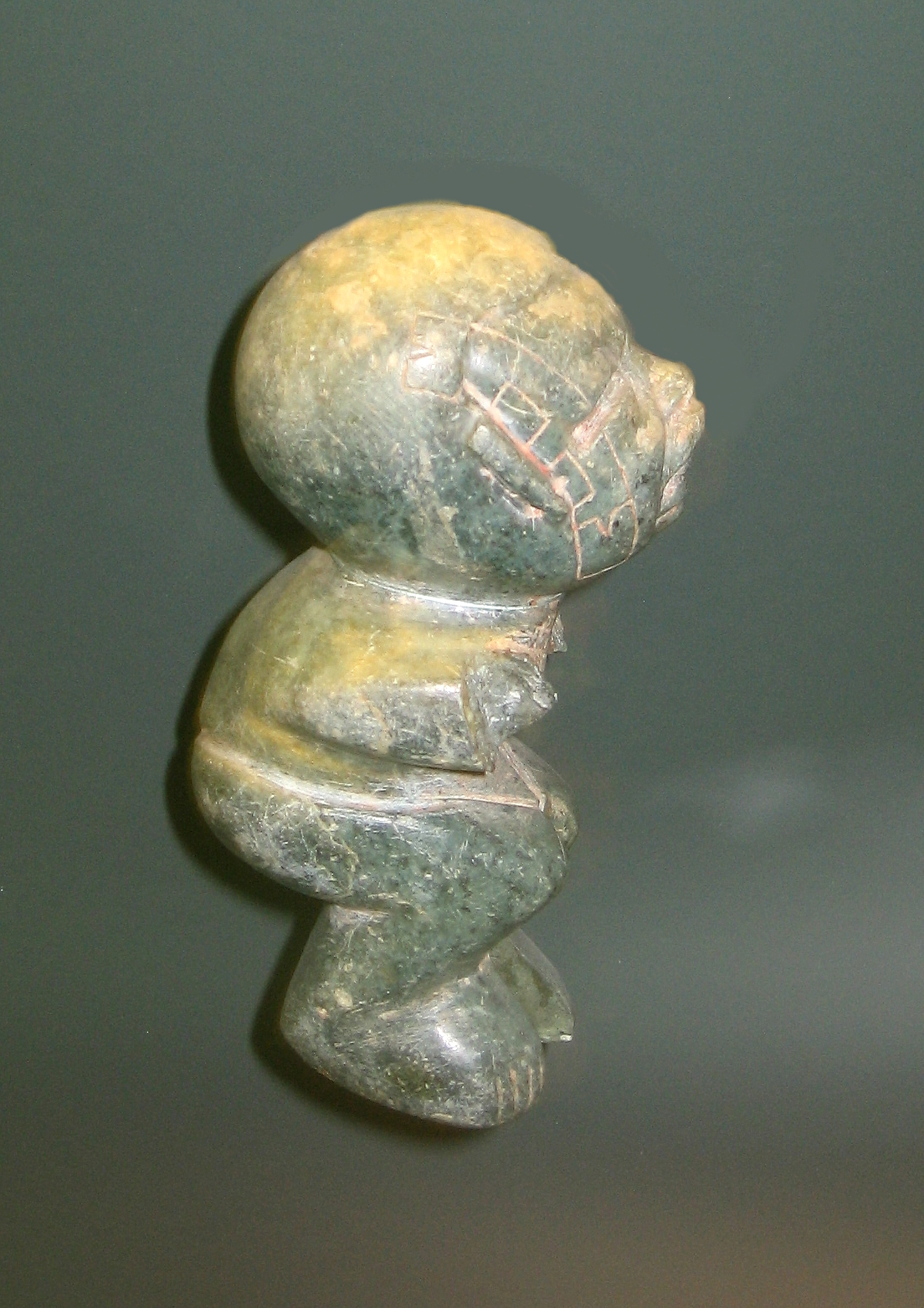
Feto humano olmeca em jade

As figuras olmecas apresentam um certo número de arquétipos. Várias dessas obras podem não ter sido produzidas diretamente pelos olmecas. Existem ainda bastantes falsificações em circulação que vencem a vigilância dos coleccionadores, pois os motivos das figuras olmecas são facilmente identificáveis e reproduzíveis. Tais obras agrupam não só as figuras em terracota, as mais numerosas, mas também jade, serpentina, basalto, e outras pedras e minerais.

#### Cara-de-bebé
Uma das representações mais conhecidas da arte olmeca são as figuras de cara-de-bebé (Foto). Estas pequenas figuras de cerâmica oca são facilmente reconhecidas pelos corpos rechonchudos com rosto de bebé, olhos inclinados e lábios com comissuras orientadas para baixo. A expressão facial destas caras-de-bebé é sempre muito particular e característica.

#### Figuras de jade
Um outro tipo de figura aparece nas representações em jade. Trata-de de imagens de homens que se têm de pé. Têm os membros estreitos e alongados com uma cabeça oval e calva que sofreu deformação craniana(Foto). A boca, tal como no motivo cara-de-bebé, é inclinada para baixo. Trata-se de um motivo recorrente na arte olmeca. Pode também observar-se em algumas figuras uma combinação do corpo rechonchudo da cara-de-bebé e da cabeça alongada. Um dos exemplos mais conhecidos deste tipo de figuras em jade é a oferenda 4 de La Venta (Foto). Estas figuras foram ritualmente enterradas numa cavidade profunda e estreita, e cobertas com três camadas de argila. Foram encontradas na mesma posição em que podem ser vistas atualmente (Foto). A oferenda 4 é constituída por dezasseis figuras masculinas colocadas em semicírculo em frente de seis machados de jade. Duas destas figuras são de jade, treze de serpentina, e uma de granito avermelhado. Esta última está colocada com os machados, voltada para as outras personagens. Pode também salientar-se que à direita da figura avermelhada, várias personagens de jade parecem estar de acordo com ela pelas suas atitudes laterais. Todas estas figuras possuem as características clássicas das figuras olmecas: cabeças ovais e calvas, membros delgados e longos, ausência de órgãos genitais. É necessário precisar que a aparência masculina distingue-se por estar vestida com uma faixa de tecido em redor da cintura e ancas. As orelhas têm pequenas perfurações como para a colocação de brincos. As suas pernas são ligeiramente dobradas. Estamos portanto na esfera religiosa. Os especialistas afirmam que as características comuns às figuras e máscaras olmecas são na verdade traços felinos, em particular do jaguar. Em consequência estas representações artísticas demonstram até que ponto são importantes as relações jaguar-homem e homem-jaguar na cultura olmeca. Assim, pode falar-se da imagem do jaguar-homem, figura mítica e maior da arte olmeca, na qual os traços antropomórficos e zoomórficos se unem para formar uma criatura híbrida.

#### O jaguar-homem
O jaguar-homem é um motivo recorrente na arte olmeca. Trata-se de uma transformação humana em jaguar. Muitas vezes esculpidos nos mais variados suportes e entalhados nos machados de jade, estas figuras representando o jaguar-homem mostram uma variedade de modelos e de sujeitos maior que a das figuras cara-de-bebé ou das figuras masculinas de jade com deformação craniana. Existem várias figuras de jaguar-homem em que o sujeito parece estar numa etapa da transformação (Foto, Foto). Trata-se de um tema demasiado vasto e complexo para ser descrito de modo geral. Seria necessário efetuar uma análise precisa de cada obra para descrever a transformação. Além do jaguar-homem, muitas outras figuras mostram a transformação humana e animal, em particular do homem e águia.

#### Fetos humanos
Várias figuras parecem representar fetos humanos (Foto).

#### História
As figuras cara-de-bebé têm sido encontradas em todos os sítios que sofreram influência olmeca. As figuras de jade representando homens foram encontradas em sepulturas de Tlatilco. A oferenda 4 foi encontrada em La Venta. Foram os arqueólogos que mais tarde decidiram desiigná-la assim.

#### Hipóteses
- Designadas cara-de-bebé e encontradas em locais precisos, pode dizer-se que estas figuras tinham um papel especial no seio da cultura olmeca. Mas o que elas representavam é ainda controverso entre os especialistas.
- Para a oferenda 4, abundam interpretações. Esta formação tão particular em arco de círculo é muito provavelmente um conselho. Parece admissível que as quinze figuras em jade escutam a figura em granito avermelhado. Os machados formam o contexto. A personagem central poderia ser un iniciado ou um deus.
- Para os jaguares-homens, ou de modo mais geral para as transformações das figuras animal e humana, convém dizer que essas figuras que descrevem esta transformação são para alguns especialistas a representação de homens com máscaras e vestes de animais.
- A figura do feto é uma escultura naturalista. Estas representações podem estar ligadas ao infanticídio e ao sacrifício de crianças de tenra idade[19].

### As cabeças colossais
No espírito do público em geral, as cabeças colossais são associadas à civilização olmeca como as pirâmides egípcias à civilização dos faraós. São como que a imagem de marca, o elemento mais espetacular, e o que mais teorias fantasistas tem suscitado.
Convém distinguir as cabeças colossais do golfo do México daquelas menos conhecidas da costa do Pacífico. Dentro daquilo que se designa área nuclear olmeca, estão inventariadas exactamente dezassete cabeças colossais, esculpidas em blocos de basalto :
- dez provenientes do sítio de San Lorenzo
- quatro de La Venta
- duas de Tres Zapotes
- uma de La Cobata.

A última cabeça colossal foi descoberta em San Lorenzo em 1994, por uma equipa mexicana dirigida por Ann Cyphers.

#### Descrição

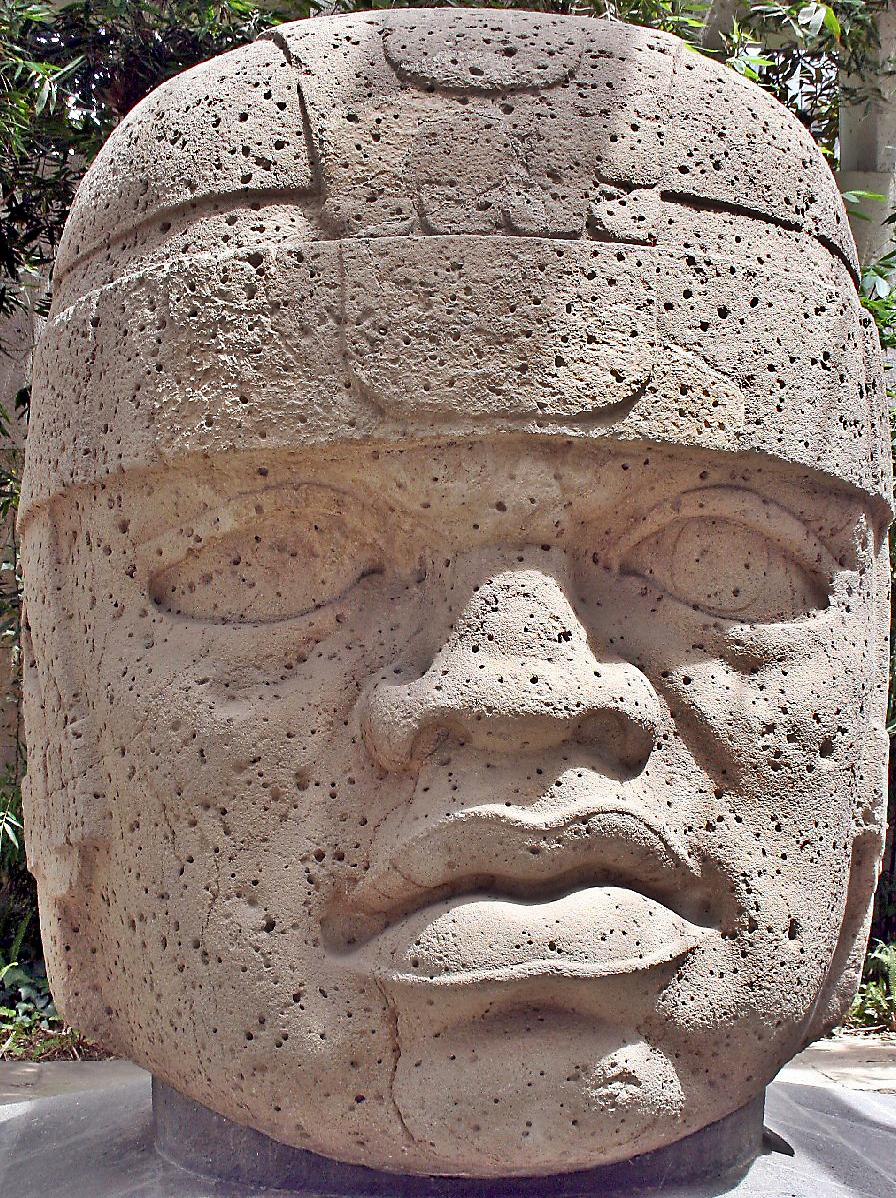
Cabeça colossal n° 1 de San Lorenzo

Estas esculturas monumentais são qualificadas como «colossais» devido à sua altura (de 1,45 até 3,40 m) e ao seu peso (até 50 toneladas). Por outro lado, têm todas um ar de família, ainda que se possa considerar à parte a de La Cobata, a maior de todas, que os olmecólogos interpretam como sendo a efígie dum morto.  Segundo Caterina Magni trata-se antes de um monumento inacabado.
As dezassete cabeças colossais possuem todas um nariz achatado e lábios grossos, o que leva a que a sua aparência seja qualificada como «negroide». O rosto quadrado com olhos amendoados possui maxilares poderosos, sugerindo que o corpo ausente deveria ser forte. Todas têm um  «capacete». Cada um desses toucados é individualizado, ainda que todos eles tenham um aspeto algo semelhante. A expressão de cada rosto é igualmente individualizada: severa, triste, sorridente... sendo estes adjetivos fruto de apreciações meramente subjetivas. Numa das cabeças de San Lorenzo são também visíveis vestígios de estuque e de pintura vermelha.

#### História

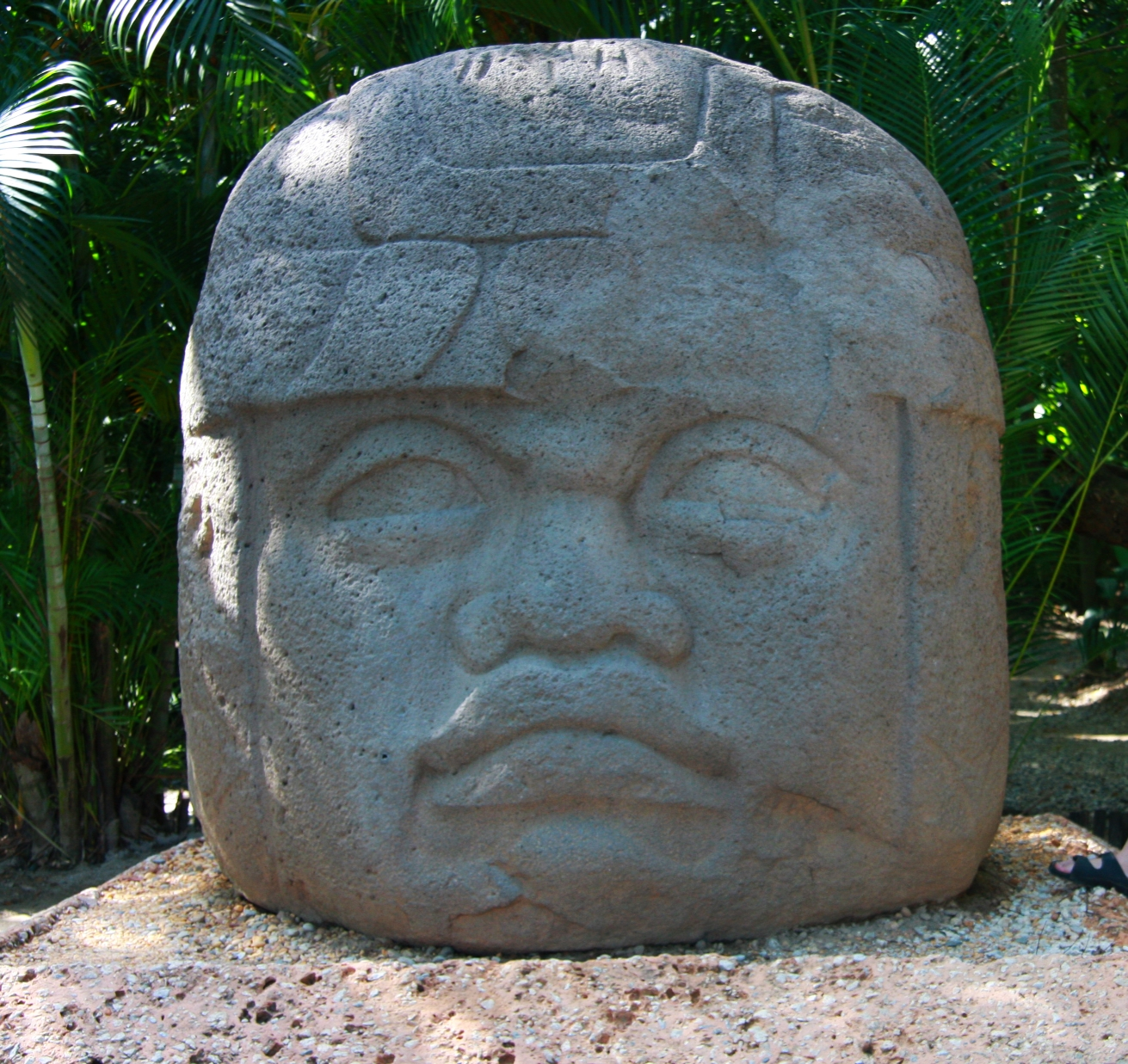
Cabeça colossal n.° 1 de La Venta

As descobertas estendem-se ao longo de quase 150 anos. O monumento A de Tres Zapotes foi a primeira cabeça colossal a ser descoberta, em 1862 por J.M. Melgar y Serrano. Melgar y Serrano não podia, naturalmente, saber que se tratava de uma obra olmeca, dado que esta civilização não foi reconhecidda como tal até aos anos 30 do século XX. Para ele a cabeça possui uma aparência «etíope», nada mais nada menos que a primeira de numerosas tentativas de atribuir às cabeças colossais uma origem africana. A última a ser descoberta até à data foi a cabeça n° 10 de San Lorenzo por Ann Cyphers em 1994. As três cabeças de Tres Zapotes foram deslocadas para adornar locais públicos.
Exceptuando um pequeno número de elementos comprovados, como é frequente em olmecologia, a grande parte da literatura sobre as cabeças colossais consiste em hipóteses sobre as quais o grau de consenso é variável. O basalto em que foram esculpidas não é um material local. O utilizado nas cabeças de Tres Zapotes e de La Cobata provém do Cerro El Vigia; o das cabeças de San Lorenzo do Cerro Cintepec e o das cabeças de La Venta do maciço de Tuxtla. O facto de a cabeça atípica de La Cobata ter sido encontrada próximo do local de extração no Cerro El Vigia aponta fortemente em favor da tese de C. Magni de que se trata de um monumento inacabado. Quanto às restantes cabeças, o seu peso levanta o problema do seu transporte sobre uma grande distância. Podemos pensar, mesmo não dispondo de provas concretas, que os olmecas tiraram partido da densa rede hidrográfica da costa do Golfo (como a do Coatzacoalcos, entre outras) para as transportar sobre jangadas até aos seus destinos (foto). Tal como no Antigo Egipto, estes trabalhos supõem a mobilização de uma mão-de-obra importante, sob a direção de uma elite local.
Convém fazer uma nota de ordem metodológica: o conjunto de cabeças colossais é extremamente reduzido, apenas 17. Podemos assim questionar-nos se estaremos em presença de uma amostragem representativa deste tipo de monumentos.

### Hipóteses

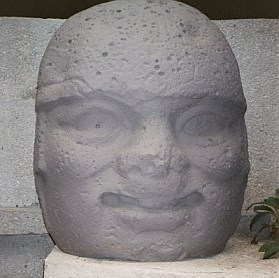
Cabeça colossal n°2 de La Venta.

Uma das hipóteses avançada foi de que se tratava de jogadores de bola. O seu toucado poderia sugeri-lo. O jogo de bola é um fenómeno omnipresente na Mesoamérica. Poder-se-ia mesmo pensar que se tratava de jogadores de bola decapitados. A cabeça de La Cobata, cujos olhos parecem cerrados está na origem desta hipótese, refutada de modo convincente por Cateina Magni. A hipótese mais corrente na atualidade é a de que se trata de retratos, sem dúvida de dirigentes olmecas. A individualidade notável de cada cabeça, visível nos traços do rosto ou do toucado, apoia esta teoria. O facto de duas das cabeças de San Lorenzo terem sido indubitavelmente feitas por reciclagem de altares/tronos é desconcertante e pode levar a pensar que o mesmo se terá passado com muitas outras cabeças. Tal situação conduz à reconsideração no seu todo do fenómeno da «mutilação» dos monumentos olmecas. Uma hipótese bastante disseminada justifica-o com uma invasão ou uma revolução. Os tronos mutilados seriam monumentos em vias de serem reciclados em cabeças colossais. A descoberta recente de uma oficina de reciclagem em San Lorenzo aponta nesse sentido.
Seria a cabeça esculpida durante a vida do indivíduo ou após a sua morte? Três das cabeças de La Venta formavam uma fila, situada a norte do complexo C, que parece ser a parte «funerária» do sítio. David C. Grove pensa que se trata de retratos de «antepassados», se bem que em San lorenzo o contexto arqueológico é menos claro que em La Venta.

### Os altares
Os altares são monolitos de forma paralelipídica que relatam cenas figurativas. A complexidade das cenas conduz o espetador à esfera religiosa. Os altares de La Venta, segundo Rebecca González Lauck, são exemplos de transmissões ideológicas de uma grande força.
Os altares descobertos são verdadeiramente numerosos: os altares 2, 3, 4, 5, 6 e 7 de La venta, os altares 14 e 20 de San lorenzo, e o altar 5 de Laguna de los Cerros.

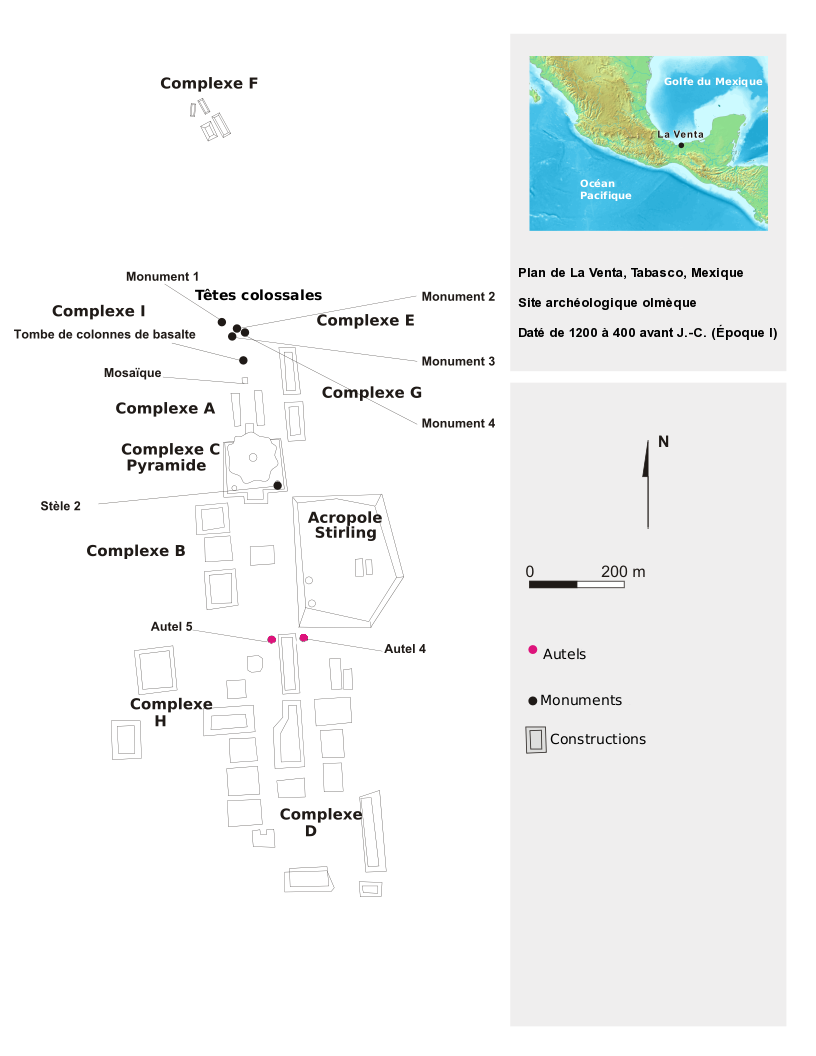
Planta de La Venta. Sítio arqueológico olmeca datado de 1200 a 400 a.C..

#### Descrição
Os altares são blocos de basalto. É conveniente descrever certos altares (os altares 4 e 5) como os mais complexos nas suas iconografias. Outros, como o altar 7 de La Venta, que tem uma forma arredondada, distinguem-se daqueles dois outros pelo seu mau estado de conservação. O altar 4 e  o altar 5 foram encontrados em La Venta. Têm aproximadamente 2 metros de altura e entre 4 e 5 metros de comprimento. A representação em cada um dos altares é sensivelmente idêntica, tratando-se de um tema recorrente, o do nicho ou caverna simbolizados geralmente por uma bordadura em torno de um personagem que representa uma figura masculina. Minuciosamente esculpidas, as figuras encontram-se em primeiro plano, prestes a surgir de uma cavidade.
A figura do altar 4 encontra-se no interior do pseudo-nicho ou caverna e tem, em ambas as mãos, uma corda que está enrolada em redor da base do altar. O personagem está sentado, de pernas cruzadas e usa um capacete que representa uma cabeça de águia. Os lados esquerdo e direito do altar 4 mostram indivíduos atados à corda da figura principal. Infelizmente, um dos lados está mais erodido que o outro. São também dignas de nota as representações acima da figura do altar 4, com traços felinos, de crocodilos, uma boca aberta e de sinais distintivamente felinos como o corte em forma de V, o lábio superior levantado, os caninos aparentes e outros motivos complexos como o motivo em escada ou as diagonais paralelas. Por outro lado, sobre o altar 5, não se trata da representação humana ou animal, mas de um personagem que carrega uma criança nos braços, criança esta com aparência felina. O lado esquerdo das paredes do altar 5 mostram indivíduos com bebés com aspeto de jaguares. Como no altar 4, uma das paredes do altar 5 foi completamente desfigurada. Por fim, pode ver-se no altar 5 que a figura central emergindo duma caverna ou dum nicho tem na cabeça um chapéu peculiar.

#### História

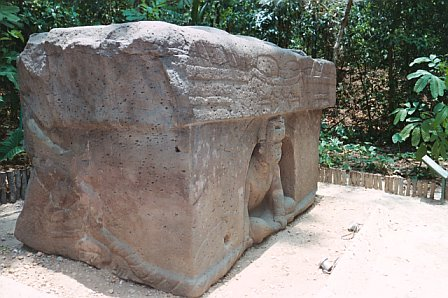
ALtar n°4 de La Venta

O altar 4 foi descoberto em La Venta em 1925 por Blom e Lafarge. Permanece uma obra-prima da arte olmeca que representa uma cena magistral da crença olmeca, mostrando o homem a sair da Terra por um nicho ou caverna. Tal como o altar 5, encontra-se depositado no museu de La Venta em Villahermosa.

#### Hipóteses
O consenso atual é o de dizer que são tronos sobre os quais as regras iconográficas olmeca foram gravadas ou esculpidas durante rituais ou cerimónias religiosas importantes. Muitos investigadores interpretaram a figura principal do altar 4 como um ser que deseja entrar em contacto com os seus antepassados. Quanto às personagens laterais, de cada lado do altar 4, alguns pensam que são figuras menores relativamente ao conjunto da obra, representando cativos atados. O altar 5 é semelhante, no tamanho e conceção, ao altar 4, mas a figura central tem um bebé-jaguar. Tratar-se-ia, segundo algumas hipóteses avançadas por especialistas, de uma interpretação mítica da criança animalizada como uma oferenda à Terra e também como símbolo de autoridade.

## Cronologias
| Etapas              | Datações                       | Características              |
| Caçadores-coletores | Chegada do homem ca. 7000 a.C. |                              |
| Paleossedentários   | 7000 a 1200 a.C.               |                              |
| Época I             | 1200 a 500 a.C.                | Horizonte unificador olmeca  |
| Época II            | 500 a.C. - 200                 | “Florescimentos regionais”   |
| Época III           | 200 - 800                      | Mesoamérica bipolarizada     |
| Época IV            | 800 - 1300                     | Horizonte unificador tolteca |
| Época V             | 1300 - 1519                    | Horizonte unificador mexica  |

| Etapas       | Datações                                      |
| Lítico       | desde a cehgada do homem até 8000 - 7000 a.C. |
| Arcaico      | de 8000 - 7000 a.C. até 2500 a.C.             |
| Pré-clássico | de 2500 a.C. até 300                          |
| Clássico     | de 300 até 900                                |
| Pós-clássico | 900 até à conquista do México (1519)          |

### Artigos relacionados
- Arte da Mesoamérica :
  - Arte pré-colombiana
- Por civilização :
  - Astecas
  - Civilização maia
  - Mixtecas
  - Olmecas
  - Tarascos
  - Teotihuacán
  - Toltecas
  - Totonacas
  - Zapotecas
- Por sítio arqueológico :
  - La Venta
  - San Lorenzo
  - Tres Zapotes
- Escrita :
  - Bloco de Cascajal
  - Pictograma
  - Ideograma